# Michael Holoubek

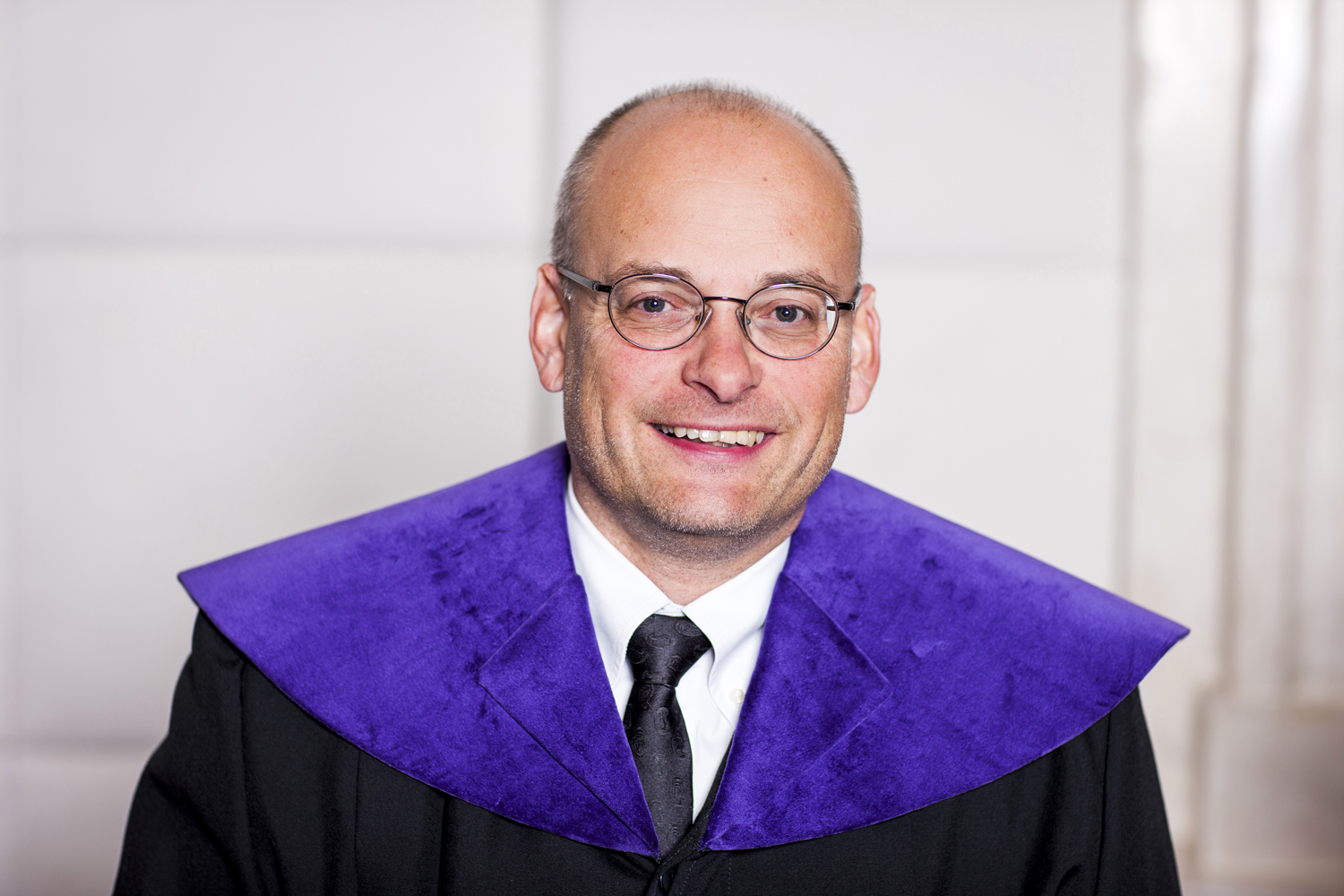
Michael Holoubek (2012)

Michael Holoubek (* 5. November 1962 in Wien) ist ein österreichischer Jurist, Universitätsprofessor und Verfassungsrichter. Holoubek ist aktuell Professor für Öffentliches Recht am Institut für Österreichisches und Europäisches Öffentliches Recht der Wirtschaftsuniversität Wien sowie Richter am österreichischen Verfassungsgerichtshof.

## Ausbildung
Michael Holoubek wurde am 5. November 1962 in Wien geboren. Er besuchte von 1973 bis 1981 das Neusprachliche Gymnasium am Zweiten Bundesgymnasium im 19. Wiener Gemeindebezirk Döbling. Anschließend absolvierte er von 1982 bis 1986 das Studium der Rechtswissenschaften an der Rechtswissenschaftlichen Fakultät der Universität Wien und studierte daneben auch Germanistik sowie Publizistik- und Kommunikationswissenschaften. Am 2. Juli 1986 erfolgte die Sponsion zum Magister der Rechtswissenschaften (Mag.iur.). Direkt im Anschluss daran absolvierte Holoubek in den Jahren 1986/87 sowohl einen Post-Graduate Lehrgang für Internationale Studien an der Universität Wien als auch die Gerichtspraxis. Am 31. März 1989 wurde Michael Holoubek schließlich zum Doktor der Rechtswissenschaften (Dr. iur.) promoviert.

## Beruflicher Werdegang
Im Anschluss an die Absolvierung der Gerichtspraxis war Michael Holoubek als Doktoratsstudent in den Jahren 1987/88 als Assistent am Institut für Verfassungs- und Verwaltungsrecht der Wirtschaftsuniversität Wien angestellt, 1989 und 1990 war er als wissenschaftlicher Mitarbeiter von Verfassungsrichter Karl Spielbüchler am Verfassungsgerichtshof tätig. Im Jahr 1990 wechselte Holoubek zurück an die Wirtschaftsuniversität Wien, wo er Universitätsassistent am Institut für Verfassungs- und Verwaltungsrecht wurde.
Zwischenzeitlich war Holoubek von 1993 bis Jänner 2006 zunächst stellvertretender Vorsitzender, ab 24. November 1997 Vorsitzender der Bundes-Vergabekontrollkommission und von 1994 bis 2001 Mitglied der Privatrundfunkbehörde des Bundes.
Am 14. Juni 1996 erfolgte schließlich die Habilitation Holoubeks, mit der er die Lehrbefugnis für Öffentliches Recht an der WU Wien erlangte. In den Jahren 1997/98 nahm er daraufhin eine erste Vertretung für eine Professur für Öffentliches Recht am Institut für Technik- und Umweltrecht der Juristischen Fakultät der Technischen Universität Dresden wahr. Eine weitere Berufung auf diese Professur lehnte Holoubek jedoch ab. Im Sommersemester 1998 wurde Michael Holoubek ordentlicher Universitätsprofessor für Öffentliches Recht am Institut für Verfassungs- und Verwaltungsrecht der Wirtschaftsuniversität Wien, eine entsprechende Berufung an die Universität Linz lehnte er im Dezember 1999 ab.
Von 2000 bis 2003 war Michael Holoubek Vorsitzender des Universitätskollegiums der WU Wien, während dieser Zeit von 2001 ab auch Mitglied des erweiterten Präsidiums der Österreichischen Rektorenkonferenz und der Vorsitzenden der obersten Kollegialorgane. Von Oktober 2003 an war er Mitglied des Senats der WU Wien und Vorstand des Instituts für Österreichisches und Europäisches Öffentliches Recht. Eine weitere Stellung in der Universitätsverwaltung nahm Michael Holoubek von Oktober 2007 bis März 2011 als Vizerektor für Infrastruktur und Personal wahr, anschließend wurde er mit April 2011 Rektoratsbeauftragter für Neubauangelegenheiten der Wirtschaftsuniversität. Zwischenzeitlich erfolgte 2005/06 ein Forschungsaufenthalt und eine Gastprofessur Holoubeks an der School of Law der University of Limerick in Irland.
Im Jahr 2010 wurde Holoubek auf Vorschlag der SPÖ vom Nationalrat als Richter am Verfassungsgerichtshof nominiert und 2011 von Bundespräsident Heinz Fischer zum solchen ernannt. Seit März 2011 ist er als Verfassungsrichter auch einer der ständigen Referenten des VfGH.

## Auszeichnungen
- 1997: Kardinal-Innitzer-Förderungspreis für Rechts- und Staatswissenschaften
- 2019: Goldenes Ehrenzeichen für Verdienste um das Land Wien[2]

## Publikationen (Auszug)
- Rundfunkfreiheit und Rundfunkmonopol, Böhlau, Wien / Köln 1990, ISBN 3-205-05344-3 (Dissertation Universität Wien 1988/1989, 220 Seiten, 24 cm).
- Grundrechtliche Gewährleistungspflichten, ein Beitrag zu einer allgemeinen Grundrechtsdogmatik (= Forschungen aus Staat und Recht; Band 114), Springer, Wien / New York, NY 1997, ISBN 3-211-82966-0 (Habilitation Wirtschaftsuniversität Wien 1996, X, 416 Seiten, 23 cm).
- als Herausgeber: Die Zukunft der Verfassung – die Verfassung der Zukunft? Festschrift für Karl Korinek zum 70. Geburtstag. Springer, Wien / New York, NY 2010, ISBN 978-3-7091-0507-8.
- Karl Korinek, Michael Holoubek, Christoph Bezemek, Claudia Fuchs, Andrea Martin, Ulrich Zellenberg (Hrsg.): Österreichisches Bundesverfassungsrecht. Kommentar. Verlag Österreich, Wien, ISBN 978-3-7046-6247-7.
- Michael Holoubek, Michael Potacs (Hrsg.): Öffentliches Wirtschaftsrecht. 4. Auflage. Band I, II. Verlag Österreich, Wien 2019, ISBN 978-3-7046-8067-9.
- Christoph Grabenwarter, Michael Holoubek: Verfassungsrecht. Allgemeines Verwaltungsrecht. 4. Auflage. Verlag Österreich, Wien 2019, ISBN 978-3-7089-1864-8.
- Harald Eberhard, Christoph Grabenwarter, Michael Holoubek, Thomas Kröll, Georg Lienbacher, Christoph Krönke, Katharina Pabel, Monika Polzin, Stefan Storr, Erich Vranes: Europäisches und öffentliches Wirtschaftsrecht I, II. 13. (Band I) 11. (Band II) Auflage. Verlag Österreich, Wien 2021.